# Incident v Roswellu
Incident v Roswellu se nanaša na dogodke v Roswell (zvezna država Nova Mehika, ZDA) julija 1947. Po mnenju nekaterih naj bi šlo za padec neznanega letečega predmeta, kar je sprva trdila tudi ameriška vojska. Pozneje so v poročilu zapisali, da so odkrili razbitine poskusnega meteorološkega balona, ki je bil del tajnega programa Mogul. 
Kljub temu je incident v Roswellu še vedno predmet intenzivnih razprav med ufologi in privrženci teorij zarote. Slednji trdijo, da je dejansko prišlo do padca nezemeljskega plovila, da je eden izmed članov posadke preživel in da ga je zajela ameriška vojska. Ravno tako se pojavljajo trditve, da so s preučevanjem ostankov plovila dobili osnove za izdelavo tranzistorja, integriranih vezij, optičnih vlaken, laserja ter nabora plovil, katerih razvoj naj bi potekal v okviru t. i. črnih programov.